# Катастрофа Ми-4 в районе реки Нерута
Катастрофа Ми-4 в районе реки Нерута — авиационная катастрофа, произошедшая 12 марта 1973 года в районе реки Нерута (67 км северо-северо-восточнее города Нарьян-Мар Ненецкого автономного округа Архангельской области СССР) с вертолётом Ми-4 №СССР-29006 Нарьян-Марского объединённого авиаотряда Архангельского управления гражданской авиации авиакомпании Аэрофлот, в результате которой погибло 9 человек.

## История
Вертолёт выполнял десантно-съемочный полёт по обслуживанию экспедиции № 10 Ухтинского территориального геологического управления Коми АССР. Командир воздушного судна — Семён Николаевич Явтысый (первый пилот — ненец). Вертолёт произвёл взлёт в 08:59. На борту вертолёта находилось 6 пассажиров — работников экспедиции № 10. В 09:32 экипаж доложил о заходе на посадку в районе работы экспедиции, а также о посадке другого вертолёта Ми-4 №СССР 31488 в этом же месте. Через 15 минут на связь с контрольно-диспетчерским пунктом аэропорта Нарьян-Мар вышел экипаж Ми-4 №СССР 31488 и доложил, что произвел посадку с целью оказания помощи экипажу Семёна Явтысого и определил, что вертолет разрушился и горит, а экипаж и пассажиры погибли. Катастрофа произошла в 09:32 в районе устья реки Нерута, 67 км северо-северо-восточнее Нарьян-Мара.

## Экипаж вертолета

Семён Николаевич Явтысый

Командир — Семён Николаевич Явтысый, второй пилот Валерий Иванович Наумов, бортмеханик Фёдор Герасимович Климченков.

## Расследование
Комиссия установила, что авария произошла из-за обрыва лопасти несущего винта с последующим её ударом в концевую балку, что исключило возможность воздействия экипажа на управляемость вертолетом. Вертолет столкнулся с поверхностью земли с углом около 45° в перевернутом положении и взорвался.
Лопасть несущего винта была найдена в 410 м сзади по линии полета. Обрыв произошел между 5 и 6 отсеками из-за усталостной трещины лонжерона по вине завода-изготовителя.

## Память
- Мемориальная доска погибшему в 1973 экипажу вертолета Ми-4 на территории аэропорта Нарьян-Мар, на мемориальной стене за обелиском «Летчикам Заполярья 1941—1945».